# Zabłocie (Brzostków)
Zabłocie – przysiółek wsi Brzostków w Polsce, położony w województwie świętokrzyskim w powiecie buskim w gminie Nowy Korczyn.
W latach 1975–1998 przysiółek administracyjnie należał do województwa kieleckiego.